# Championnat de Malte de football 1993-1994
Navigation
Saison précédente Saison suivante
La saison 1993-1994 de Premier League Maltaise est la 79e édition de la première division maltaise.
Lors de cette saison, le Floriana FC a tenté de conserver son titre de champion face aux neuf meilleurs clubs maltais lors d'une série de matchs se déroulant sur toute l'année.
Les dix clubs participants au championnat ont été confrontés à deux reprises aux neuf autres.
C'est le Paola Hibernians FC qui a été sacré champion de Malte pour la septième fois.
Deux places étaient qualificatives pour les compétitions européennes, la troisième place étant celle du vainqueur du Trophée Rothman 1993-1994.

## Qualifications en coupe d'Europe
À l'issue de la saison, le champion et le troisième du championnat, le deuxième étant qualifié pour la Coupe des coupes, ont participé au tour préliminaire de la Coupe UEFA 1994-1995.
Le vainqueur du Trophée Rothman a pris la place pour la Coupe des coupes 1994-1995.

## Les dix clubs participants
| Club                 | Stade             | Capacité | Ville      |
| -------------------- | ----------------- | -------- | ---------- |
| Birkirkara-Luxol     | Infetti Ground    | 2 000    | Birkirkara |
| Floriana FC          | -                 | -        | Floriana   |
| Hamrun Spartans      | Victor Tedesco    | 6 000    | Hamrun     |
| Paola Hibernians FC  | Hibernians Ground | 8 000    | Paola      |
| Luqa St. Andrew's FC | -                 | -        | Luqa       |
| Mqabba FC            | -                 | -        | Mqabba     |
| Rabat Ajax           | -                 | -        | Rabat      |
| Sliema Wanderers FC  | Guze Fava Ground  | 4 000    | Sliema     |
| La Vallette FC       | -                 | -        | La Valette |
| Zurrieq FC           | -                 | -        | Zurrieq    |

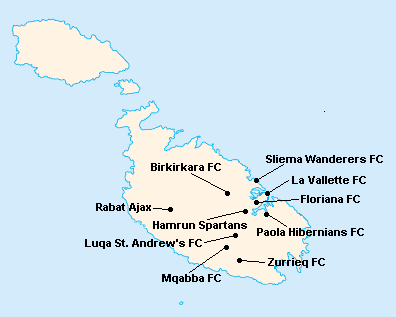
Localisation des clubs engagés dans le championnat.

L'île de Malte étant relativement petite, les clubs évoluent tous au stade National Ta'Qali (17 400places). Certain cependant ont leur propre enceinte qu'ils peuvent éventuellement utiliser.

## Compétition

### Classement
| Rang | Équipe               | Pts | J  | G  | N | P  | Bp | Bc | Diff |
| ---- | -------------------- | --- | -- | -- | - | -- | -- | -- | ---- |
| 1    | Paola Hibernians FC  | 31  | 18 | 14 | 3 | 1  | 48 | 15 | +33  |
| 2    | Floriana FC (T) (C)  | 28  | 18 | 12 | 4 | 2  | 29 | 7  | +22  |
| 3    | La Vallette FC       | 27  | 18 | 12 | 3 | 3  | 42 | 17 | +25  |
| 4    | Hamrun Spartans      | 25  | 18 | 8  | 9 | 1  | 35 | 10 | +25  |
| 5    | Sliema Wanderers FC  | 19  | 18 | 7  | 5 | 6  | 23 | 14 | +9   |
| 6    | Zurrieq FC (P)       | 14  | 18 | 5  | 4 | 9  | 18 | 29 | -11  |
| 7    | Luqa St. Andrew's FC | 13  | 18 | 5  | 3 | 10 | 18 | 30 | -12  |
| 8    | Birkirkara FC        | 12  | 18 | 6  | 0 | 12 | 19 | 36 | -17  |
| 9    | Rabat Ajax           | 10  | 18 | 2  | 6 | 10 | 16 | 38 | -22  |
| 10   | Mqabba FC (P)        | 1   | 18 | 0  | 1 | 17 | 3  | 55 | -52  |

| Légende : Qualifications et relégations | Légende : Qualifications et relégations                                                     |
| --------------------------------------- | ------------------------------------------------------------------------------------------- |
|                                         | Coupe des coupes 1994-1995 (Tour de qualification)                                          |
|                                         | Coupe UEFA 1994-1995 (Tour préliminaire)                                                    |
|                                         | Relégation en First Division Maltaise                                                       |
|                                         | (T) : Tenant du titre 1992-1993 (P) : Promu en 1992-1993 (C) : Vainqueur du Trophée Rothman |

### Matchs
| Résultats (▼dom., ►ext.)                                   | Bir | Flo | Ham | Hib | Luq | Mqa | Rab | Sli | Val | Zur |
| Birkirkara FC                                              |     | 0-2 | 0-1 | 0-2 | 1-2 | 3-0 | 3-0 | 0-1 | 1-4 | 0-2 |
| Floriana FC                                                | 1-0 |     | 0-0 | 1-3 | 4-1 | 2-0 | 3-0 | 0-0 | 3-0 | 2-0 |
| Hamrun Spartans                                            | 3-0 | 0-0 |     | 0-0 | 1-1 | 2-0 | 1-1 | 1-1 | 1-2 | 4-1 |
| Paola Hibernians FC                                        | 6-2 | 3-1 | 0-3 |     | 2-0 | 2-0 | 6-0 | 1-0 | 1-0 | 3-0 |
| Luqa St. Andrew's FC                                       | 0-1 | 0-1 | 0-3 | 2-5 |     | 3-0 | 5-3 | 0-2 | 0-2 | 0-0 |
| Mqabba FC                                                  | 0-2 | 0-1 | 0-8 | 0-5 | 0-1 |     | 2-4 | 0-4 | 0-4 | 1-5 |
| Rabat Ajax                                                 | 1-2 | 0-3 | 2-2 | 1-1 | 0-0 | 0-0 |     | 0-2 | 1-3 | 1-0 |
| Sliema Wanderers FC                                        | 2-0 | 0-3 | 0-3 | 0-2 | 0-1 | 6-0 | 1-1 |     | 1-2 | 3-0 |
| La Vallette FC                                             | 8-0 | 0-0 | 1-1 | 3-4 | 4-2 | 2-0 | 2-0 | 0-0 |     | 3-2 |
| Zurrieq FC                                                 | 1-4 | 0-2 | 1-1 | 2-2 | 1-0 | 1-0 | 2-1 | 0-0 | 0-2 |     |
| - Victoire à domicile - Match nul - Victoire à l'extérieur |     |     |     |     |     |     |     |     |     |     |

## Bilan de la saison
| Tableau d'Honneur       |                     |
| Compétition             | Vainqueur           |
| Premier League Maltaise | Paola Hibernians FC |
| Trophée Rothman         | Floriana FC         |
| Supercoupe de Malte     | Floriana FC         |

| Qualifications européennes 1994-1995 |                                    |
| Coupe des coupes                     | Qualifiés                          |
| Tour de qualification                | Floriana FC                        |
| Coupe UEFA                           | Qualifiés                          |
| Tour préliminaire                    | Paola Hibernians FC La Vallette FC |

| Promotions et relégations           |                                                |
| Relégués en First Division Maltaise | Rabat Ajax Mqabba FC                           |
| Promus de First Division Maltaise   | Pietà Hotspurs St. George's FC Naxxar Lions FC |